# HMCS Brandon (1941)
HMCS Brandon (K149) (с англ. — «Его Величества Канадский Корабль «Брандон»») — корвет типа «Флауэр», служивший в Королевском военно-морском флоте Канады в годы Второй мировой войны. Назван в честь города Брандон в провинции Манитоба. Нёс службу в составе Центральноокеанских и Западных местных конвойных сил.

## Проект «Флауэр»

### Общее описание
Корветы типа «Флауэр», состоявшие на вооружении Королевского ВМФ Канады во время Второй мировой войны (такие, как «Брандон»), отличались от более ранних и традиционных корветов с днищевыми колонками. Французы использовали наименование «корвет» для обозначения небольших боевых кораблей; некоторое время британский флот также использовал этот термин вплоть до 1877 года. В 1930-е годы в канун войны Уинстон Черчилль добился восстановления класса «корвет», предложив называть так маленькие корабли сопровождения, схожие с китобойными судами. Новому типу корветов было присвоено название «Флауэр»; корветам, как следовало из наименования этого типа, присваивали имена цветов.
Корветы, принятые на вооружение Королевским военно-морским флотом Канады, были названы преимущественно в честь канадских местечек, жители которых участвовали в строительстве кораблей. Эту идею отстаивал адмирал Перси Уокер Неллз. Компании, финансировавшие строительство, как правило, были связаны с местечками, в честь которых был назван каждый корвет. Корветы британского флота занимались сопровождением в открытом море, корветы канадского флота — береговой охраной (играя преимущественно вспомогательную роль) и разминированием. Позже канадские корветы были доработаны так, чтобы нести службу и в открытом море.

### Технические характеристики
Корветы типа «Флауэр» имели следующие главные размерения: длина — 62,5 м, ширина — 10 м, осадка — 3,5 м. Водоизмещение составляло 950 т. Основу энергетической установки составляла 4-тактная паровая машина тройного расширения и два котла мощностью 2750 л.с. (огнетрубные котлы Scotch у корветов программы 1939—1940 годов и водотрубные у корветов программы 1940—1941 годов). Тип «Флауэр» мог развивать скорость до 16 узлов, его автономность составляла 3500 морских миль при 12 узлах, а экипаж варьировался от 85 (программа 1939—1940 годов) до 95 человек (программа 1940—1941 годов).
Главным орудием корветов типа «Флауэр» было 102-мм морское орудие Mk IX. Зенитное вооружение состояло из спаренных 12,7-мм пулемётов Vickers и 7,7-мм пулемётов Lewis, позже заменённых на сдвоенные 20-мм пушки «Эрликон» и одиночные 40-мм орудия Mk VIII. В качестве противолодочного оружия использовались бомбосбрасыватели Mk II. Роль радиолокационного оборудования играли радары типа SW1C или 2C, которые по ходу войны были заменены на радары типа 271 для наземного и воздушного обнаружения, а также радары типа SW2C или 2CP для предупреждения о воздушной тревоге. В качестве сонаров использовались гидроакустические станции типа 123A, позже заменённые на типы 127 DV и 145.

## Строительство
«Брандон» заказан 22 января 1940 года в рамках программы строительства корветов типа «Флауэр» на 1939 и 1940 годы. Заложен 10 октября 1940 года компанией «Davie Shipbuilding and Repairing Co. Ltd.» в Лозоне, Квебек. Спущен на воду 29 апреля 1941 года, принят в состав КВМФ Канады в Квебеке 22 июля 1941 года. Трижды вставал на крупный ремонт: трёхмесячный ремонт 1941 года в Саут-Шилдс, трёхмесячный ремонт с августа 1943 года в Гримсби (установка расширенного бака) и двухмесячный ремонт в конце 1944 года в Ливерпуле (Новая Шотландия).

## Служба
1 августа 1941 года «Брандон» прибыл в Галифакс (Новая Шотландия) и в сентябре 1941 года был переведён под Ньюфаундлендское командование. Занимался сопровождением кораблей в Атлантике до декабря, после обслуживания на британской военно-морской базе Тобермори продолжил выполнять задания по сопровождению кораблей.
С середины марта 1942 по сентябрь 1944 годов курсировал по маршруту Ньюфаундленд — Дерри. Подобрал 45 британцев с британского сухогруза «Брумпарк», торпедированного немецкой подлодкой U-552 25 июля 1942 к востоку от Ньюфаундленда и затонувшего окончательно после эвакуации экипажа. С декабря 1942 года «Брандон» пребывал в составе Центральноокеанских конвойных сил, в группе C-4. Участвовал в обороне конвоя HX-224 в феврале 1943 года, в марте некоторое время сопровождал конвои в Гибралтар. В августе 1943 года «Брандон» отправился на очередной ремонт.
2 сентября 1944 года сопроводил последний трансатлантический конвой, после третьего ремонта ушёл к Бермудским островам. С февраля 1945 года в составе Западных местных конвойных сил, группы EG-5, в составе которой был до конца войны. 22 июня 1945 года выведен из состава КВМФ Канады, продан 5 октября 1945 и разрезан на металл в Гамильтоне (Онтарио).

## Командиры
С момента принятия корвета «Брандон» в состав КВМФ Канады и до завершения боевых действий Второй мировой войны в Европе корветом командовали следующие офицеры:
| Воинское звание | Имя командира                  | Оригинал имени                 | Начало службы    | Конец службы     |
| --------------- | ------------------------------ | ------------------------------ | ---------------- | ---------------- |
| Лейтенант       | Джон Колдкотт Литтлер          | John Caldecott Littler         | 3 июня 1941      | 19 августа 1942  |
| Лейтенант       | Ренделл Джеймс Годскал Джонсон | Rendell James Godschal Johnson | 20 августа 1942  | 20 сентября 1942 |
| Лейтенант       | Джон Колдкотт Литтлер          | John Caldecott Littler         | 21 сентября 1942 | 24 ноября 1942   |
| Лейтенант       | Герберт Эванс Макартур         | Herbert Evans McArthur         | 25 ноября 1942   | 25 мая 1944      |
| Лейтенант       | Джон Форбс Эванс               | John Forbes Evans              | 26 мая 1944      | 26 апреля 1945   |
| Лейтенант       | Филип Джозеф Лоуренс           | Philip Joseph Lawrence         | 27 апреля 1945   | 22 июня 1945     |

## Комментарии
1. ↑  По другим данным — лейтенант-коммандер[15]
2. ↑  По другим данным — 22 июля 1941 года[15]
3. ↑  По другим данным — лейтенант-коммандер[15]